# Habropetalum dawei
Habropetalum es un género monotípico de plantas fanerógamas perteneciente a la familia Dioncophyllaceae. Su única especie: Habropetalum dawei Hutch. & Dalziel) Airy Shaw, es originaria de África.  El género fue descrito por Airy Shaw y publicado en  Kew Bulletin 1951: 336, t. 1 & 2, en el año 1952.

## Descripción
Es un arbusto trepador o liana que alcanza los 10 m de altura. Generalmente en suelos costeros arenosos, de origen pleistoceno. Las inflorescencias son muy vistosas cuando están en flor. Los tallos se utilizan como cuerda para atar. Las hojas jóvenes, machacadas, son venenosas para los peces.

## Distribución y hábitat
Se encuentra en los matorrales, bosques y áreas arboladas, desde Senegal hasta Nigeria y en el sur de África.

## Propiedades
Tiene una savia  clara y acuosa  que es potable y se obtiene cortando un trozo de tallo y dejando correr el líquido en un recipiente. La cantidad es variable según el clima, en condiciones secas produce una rentabilidad moderada, mientras que las plantas de los bosques húmedos  pueden producir varios litros de líquido potable. Este fenómeno ha llevado naturalmente a los usos medicinales, y una cierta cantidad de magia. Curiosamente el uso de la savia para aliviar la sed es apenas apreciable, aunque debe ser de valor para cualquier usuario del lugar. En Nigeria, la savia se utiliza para el dolor de muelas y la tos, y en Costa de Marfil para la taquicardia, y oftalmías para extraer objetos extraños de los ojos. En el Congo la savia se utiliza para "purificar" la madre y el niño inmediatamente después del nacimiento. Se le debe dar, como si fuera una especie de calostro y a las madres lactantes como galactogogo. La savia es consumida por las personas con graves afecciones pulmonares, y la excitabilidad y enfermos mentales. La loción se usa para aliviar oftalmías purulentas, úlceras y edemas. La savia se utiliza como un vehículo para la preparación de un macerado de la propia planta o de otras drogas de plantas.

## Taxonomía
Habropetalum dawei fue descrita por (Hutch. & Dalziel) Airy Shaw y publicado en Kew Bulletin 1951: 336, t. 1 & 2. 1952.
Sinonimia
- Dioncophyllum dawei Hutch. & Dalziel (1927)[4]